# Calliuncus
Genre
Calliuncus est un genre d'opilions laniatores de la famille des Triaenonychidae.

## Distribution
Les espèces de ce genre sont endémiques d'Australie.

## Liste des espèces
Selon World Catalogue of Opiliones (25/05/2021) :
- Calliuncus ephippiatus Roewer, 1931
- Calliuncus ferrugineus Roewer, 1931
- Calliuncus glaber Kauri, 1954
- Calliuncus labyrinthus Hunt, 1972
- Calliuncus odoratus Hickman, 1958
- Calliuncus vulsus Hickman, 1959

## Publication originale
- Roewer, 1931 : « Über Triaenonychiden (6. Ergänzung der "Weberknechte der Erde", 1923). » Zeitschrift für wissenschaftliche Zoologie, vol. 138, p. 137–185.